# Florença (província)
A província de Florença é uma província italiana da região da Toscana com cerca de 933 860 habitantes, densidade de 265 hab/km². Está dividida em 44 comunas, sendo a capital Florença.
Faz fronteira a norte e a este com a região da Emília-Romanha (província de Bolonha, província de Ravena e província de Forlì-Cesena), a sudeste com a província de Arezzo, a sul com a província de Siena e a oeste com a província de Pisa, província de Lucca, província de Pistoia e província de Prato.